# Recinte emmurallat de Toga
Del Recinte Emmurallat de Toga, a la comarca de l'Alt Millars, en l'actualitat solament queden uns portals, els Portals de Sant Antoni i el Portalet, raó per la qual aquest monument és conegut també per aquests noms. Es tracta doncs de les restes de les portes d'accés al nucli poblacional, d'un circuit de muralles que envoltava l'antiga població de Toga en època musulmana. Està catalogat, de manera genèrica, i sense presentar anotació ministerial, com Bé d'Interès Cultural, amb el codi identificatiu autonòmic 12.08.113-002.

## Història
La població de Toga va haver de tenir els seus orígens en una alqueria àrab, que va anant fent-se cada vegada més gran i adquirint estructures fortificades per protegir l'assentament, donant lloc en un primer moment a l'antic castell i posteriorment a les muralles que envoltaven la població. Com tot recinte emmurallat, per connectar-se amb l'exterior utilitzava portals, que són el que en l'actualitat s'ha conservat de les antigues muralles. En l'època de les tropes del rei Jaume I d'Aragó conquesta aquestes terres, la població adquiria la categoria de baronia, començant a deixar de tenir tanta importància el castell com a enclavament estratègic. Molt més tard, ja entrat el segle xix Toga va tornar a tenir protagonisme com a escenari de les batalles durant les guerres carlines.

## Descripció
El Portal de Sant Antoni, conegut també com a Arc de Sant Antoni, rep aquest nom perquè conserva, en la seva part dalt de l'arc, una petita capella dedicada a Sant Antoni Abat. El portal es localitza en la part meridional de la població, i comunica el carrer d'Aragó (que és paral·lel a la carretera CV-20) amb l'interior del nucli urbà.
Aquesta resta de la muralla està formada per un passadís obert a l'exterior i l'interior per sengles arcs de mig punt. L'arc que dona a la part interna de la muralla és més ample i està més rebaixat que la part externa. Se suposa que antigament el lloc que ocupa avui la capella era part d'una torre defensiva per sota de la qual es produïa l'accés a la ciutat. Més tard, quan la muralla va deixar de tenir ús defensiu i part d'ella va desaparèixer, la torre va quedar convertida en part en edificis d'ús privat per a cases, i una altra part es va transformar en una capella sobre l'arc. La capella presenta aspecte de cub amb coberta en forma de cúpula de teules que s'asseu en un tambor poligonal (recolzat en petxines, que descarreguen el seu pes en columnes) amb decoració pictòrica. L'accés a la capella es fa per l'habitatge contigu a la qual el portal està adherit.
En la cara interior de l'arc, la capella presenta una barana de forja que permet tenir visibilitat de l'altar (que és d'obra), en forma de retaule policromat amb la imatge del Sant en la fornícula central.
Quant al sistema constructiu del Portal de Sant Antoni, és a força de maçoneria i carreus, encara que també s'empra el maó. Els elements arquitectònics que presenta, cal destacar l'arc de pedra que es troba tapat per gran nombre de capes de calç, que suporta les dues fulles de la porta. Interiorment l'arc és rebaixat.
Per la seva banda, el Portalet, mostra com a sistema constructiu el "sillarejo", emprat en la construcció de les dues arcades.
L'estat de conservació d'aquestes restes és regular, malgrat que han sofert alguna intervenció al llarg de la història. Actualment és de propietat pública i es poden visitar, ja que estan en espai obert.